# Асия (каббала)

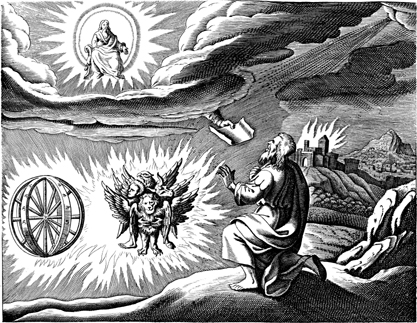
Видение Иезекииля
худ. Маттеус Мериан (1593—1650)

Асия (Асийя, Асиа; (ивр. עֲשִׂיָּה‎, «мир свершения, мир реальный») — последний из четырёх духовных миров (Ацилут, Брия, Йецира и Асия), существование которых принимается каббалой на основании Книги пророка Исаии (Ис. 43:7). Все четыре мира населены различными духами и ангелами.
В противоположность миру Ацилот, составляющему область сфирот, Асия — часть трёх миров (вместе с Брия и Йецира), носящих общее название «Пируд» («ивр. עולם הפירוד‎» — мир разделения). Согласно небольшому сочинению «Маsechet Aziloth», в мире Асиа находятся офаним и ангелы, сражающиеся со злом. Правят там офаним (колёса, одарённые глазами и живой силой): они передают молитвы, помогают людям в их стремлениях к добру и борются со злом; ими правит архангел Сандальфон. Он стоит на земле, a его глава достигает до «хайот» (звероподобные ангелы); он «выше своих собратьев на протяжении пути в 500 лет и вьёт венцы для своего Творца».
Согласно позднейшей системе палестинской каббалы, Асиа — низший из духовных миров, и он обнимает 10 небесных сфер и весь наш материальный мир. Свет сфирот истекает из этих десяти небес, которые носят название «Десять сфирот мира Асиа»; через них сообщается духовность и благодать царству материи, обиталищу тьмы и нечистых сил. Каббалисты Моше Кордоверо и Ицхак Лурия (XVI век) учили, что Асиа — мир совершения, то есть мир видимый, и включает различные небеса и материальный мир.